# Diethylthiambuten
Diethylthiambuten, vereinfachend Thiambuten, ist ein vollsynthetisch hergestelltes Opioid mit starker schmerzstillender Wirksamkeit. Diethylthiambuten ist ein reiner Agonist am μ-Opioid-Rezeptor. Er ist die Grundstruktur einer Reihe von Opioiden (Thiambutene), zu der zum Beispiel Dimethylthiambuten, Ethylmethylthiambuten, Pyrrolidinylthiambuten und Piperidylthiambuten gehören.

## Übersichtsreaktion
Gewinnung und Darstellung
Ausgehend von Diethylamin  und Crotonsäureethylester 1 und eine nachfolgende Reaktion mit 2-Thienyllithium wird über das Zwischenprodukt 2 der Alkohol 3 synthetisiert. Eine säurekatalysierte Wasserabspaltung liefert dann Diethylthiambuten 4.

## Geschichte
Diethylthiambuten wurde 1950 als starkes Analgetikum von Burroughs Wellcome & Company entwickelt. Arzneilich wird das Hydrochlorid des Diethylthiambutens eingesetzt. Diethylthiambuten ist in Deutschland nicht verschreibungsfähig.

## Pharmakologie

### Wirkung
Diethylthiambuten hat als Opioid dasselbe Wirkungs- und Nebenwirkungsprofil und somit im Wesentlichen dasselbe Gefahrenpotential wie andere Opioide.

### Nebenwirkungen
Nebenwirkungen können bei Diethylthiambuten auftreten, die die vorbestehende Toleranz gegenüber Opioiden aufgrund des Vorkonsums überschreiten. Dies sind Müdigkeit, Schlafstörungen, Benommenheit, Übelkeit, Erbrechen, Ödeme in den Beinen, Harnverhaltung, Obstipation und Pruritus. Sie verschwinden in der Regel mit der Toleranzentwicklung oder Reduktion der Dosis. Am längsten halten sich Schlaf- und sexuelle Störungen.
Anwendung während Schwangerschaft und Stillzeit
Diethylthiambuten hat bei Einnahme während der Schwangerschaft eine Wirkung auf den Fötus.

## Handelsnamen
Monopräparate:
Themalon.